# Паун Бананов
Паун Илиев Бананов е български военен деец, генерал-майор от кавалерията, участник във всички войни в периода (1885 – 1918), командир на Лейбгвардейския конен полк (1913 – 1916) и 5-а конна бригада (1916 – 1918) и инспектор на конницата (1919 – 1921).

## Биография
Паун Бананов е роден на 24 април 1868 година в Лясковец. Започва образованието си във Варненската мъжка гимназия, през 1885 година, все още ученик взема участие в Сръбско-българската война (1885) като доброволец от Сандровската ученическа чета. След войната учител в Горна Оряховица (1886 – 1887), след което постъпва във Военно на Негово Княжеско Височество училище, завършва с 11-и випуск през 1889 и на 18 май е произведен в чин подпоручик.
След производството в чин, подпоручик Бананов е зачислен е към 1-ви конен полк. През 1890 г. е изпратен в Русия по усвояване на пионерното дело, след това служи в Пловдив като ковчежник. През 1893 е произведен в чин поручик, а през 1897 г. завършва висшия офицерски курс при военното училище в София, след което се завръща в 1-ви конен полк и командва конно-пионерен взвод (1898). През 1900 е произведен в чин ротмистър.
През 1901 година като ротмистър от 1-ви конен полк е командирован за обучение в Офицерската кавалерийска школа в Санкт Петербург, което завършва през 1905 година. След завръщането си в България през ноември 1905 година е назначен за командир на ескадрон в 4–и конен полк, през 1906 година е произведен в чин майор, през февруари е назначен за инструктор по ездата в Кавалерийската школа. В началото на 1909 година е награден с Възпоменателен кръст „За независимостта на България 1908 година“, след което е назначен за командир на ескадрон в Лейбгвардейския конен полк. През май 1912 заема длъжността домакин на полка.

### Балкански войни (1912 – 1913)
През Балканската война (1912 – 1913) майор Бананов е командир на допълващия ескадрон, който е в разпореждане на Главната квартира, на 18 май 1913 г. е произведен в чин подполковник, а на 23 септември същата година поема командването на Лейбгвардейския конен полк. На чело на полка е и през Междусъюзническата война (1913).

### Първа световна война (1915 – 1918)
По време на Първата световна война (1915 – 1918) подполковник Бананов продължава командването на Лейбгвардейския конен полк и на 30 май 1916 г. е произведен в чин полковник. На 10 декември 1916 е назначен за командир на 5–а конна бригада, която командва до юни 1918 година. След примирието (септември – декември 1918) е командир на сборна конна бригада в Харманли и Ямбол. Служи като началник-щаб на Кавалерийската инспекция. В периода (1 декември 1919 – 1921) изпълнява длъжността инспектор на конницата, като на 1 декември 1920 година е произведен в чин генерал-майор и уволнен от армията.

## Семейство
Генерал-майор Паун Бананов е женен за дъщерята на Павел Калянджи и има 3 деца.

## Военни звания
- Подпоручик (18 май 1889)
- Поручик (1893)
- Ротмистър (1900)
- Майор (1906)
- Подполковник (18 май 1913)
- Полковник (30 май 1916)
- Генерал-майор (1 декември 1920)

## Награди
- Възпоменателен кръст „За независимостта на България 1908 година“ (1909)
- Военен орден „За храброст“ III степен 2 клас
- Военен орден „За храброст“ IV степен 1 клас
- Княжеский орден „Св. Александър“ IV степен с мечове по средата
- Народен орден „За военна заслуга“ V клас на обикновена лента
- Народен орден „За заслуга“ на обикновена лента

## Образование
- Военно на Негово Княжеско Височество училище (1887 – 1889)
- Офицерска кавалерийска школа в Санкт Петербург (1901 – 1905)